# (2181) Fogelin
(2181) Fogelin (1942 YA; 1952 HC2; 1975 VF9) ist ein Asteroid des mittleren Hauptgürtels, der am 28. Dezember 1942 vom deutschen Astronomen Karl Wilhelm Reinmuth an der Landessternwarte Heidelberg-Königstuhl auf dem Königstuhl bei Heidelberg (IAU-Code 024) entdeckt wurde. Der Asteroid gehört zur Eunomia-Familie, einer Gruppe von Asteroiden, die nach (15) Eunomia benannt wurde.

## Benennung
(2181) Fogelin wurde nach Eric Fogelin (* 1961), einem Assistenten am Minor Planet Center von 1979 bis 1980, benannt. Er war maßgeblich an der Digitalisierung der Daten beteiligt.